# William H. Reynolds
William H. Reynolds (Elmira, 14 de junho de 1910 — South Pasadena, 16 de julho de 1997) é um editor estadunidense. Venceu o Oscar de melhor montagem na edição de 1966 por The Sound of Music e na edição de 1974 pelo filme The Sting.